# Holden (gruppo musicale)
Holden è un gruppo pop-rock francese con influenze psichedeliche formato a Parigi nel 1998.

## Storia
Nel 1997, Dominique Dépret, alias Mocke (chitarrista) e Armelle Pioline tornano da Dublino,  dove hanno vissuto per 4 anni, e creano gli Holden, per registrare le loro prime demo. È così che incontrano il batterista Pierre-Jean Grapin e i musicisti con i quali suonano ancora.
Holden ha un contratto con l'etichetta discografica Village Vert (Sony). Nel 2003, il gruppo ha fatto un'apparizione nel film di Jean-Marc Moutout, Violence des échanges en milieu tempéré.
Il 23 marzo del 2009 viene pubblicato il loro quarto album in studio, Fantomatisme

### Il nome
Il nome del gruppo si riferisce all'eroe de Il giovane Holden (The Catcher in the Rye) di J. D. Salinger, un adolescente coriaceo e ribelle che passeggia per le vie di New York.

### Influenze
The Velvet Underground, Django Reinhardt, The Byrds, Broadcast (gruppo musicale), Beck (gruppo musicale), Billie Holiday, Joy Division, Glenn Gould, Robert Wyatt, The Strokes, Cat Power.

## Formazione
- Armelle Pioline - voce
- Dominique Dépret - chitarra
- Pierre-Jean Grapin - chitarra
- Evan Evans - tastiere
- Richard Cousin - basso

## Discografia
- L'Arrière-Monde (1998)
- Pedrolira (2002)
- Chevrotine (2006)
- Fantomatisme (2009)